# Dominique Bœuf
Dominique Bœuf, né le 6 juin 1968 à Maisons-Laffitte, est un jockey français. 

## Carrière
Dominique Bœuf a commencé sa carrière professionnelle dès l'âge de 16 ans, en 1984, et s'est rapidement imposé parmi l'élite des jockeys français, remportant son premier Groupe I en 1987. Souvent associé aux chevaux de l'écurie Wildenstein, il a remporté de nombreuses grandes courses et s'est octroyé quatre cravaches d'or (1991, 1998, 2001 et 2002), trophée récompensant le jockey ayant obtenu le plus de victoires en une saison. 
Après avoir arrêté sa carrière en 2011, il est devenu consultant pour la chaîne Equidia.

## Palmarès sélectif (courses degroupe 1)
France
- Prix de Diane – 2 – Aquarelliste (2001), Bright Sky (2002)
- Poule d'Essai des Pouliches – 1 – Danseuse du Soir (1991)
- Critérium de Saint-Cloud – 6 – Pistolet Bleu (1990), Glaieul (1991), Marchand de Sable (1992), Spadoun (1998), Goldamix (1999), Voix du Nord (2003)
- Prix Lupin – 4 – Groom Dancer (1987), Épervier Bleu (1990), Helissio (1996), Voix du Nord (2004)
- Grand Prix de Saint-Cloud – 2 – Épervier Bleu (1991), Pistolet Bleu (1992)
- Prix Ganay – 2 – Vert Amande (1993), Aquarelliste (2002)
- Prix Royal-Oak – 2 – Mr Dinos (2002), Westerner (2003)
- Prix du Cadran – 2 – Westerner (2003), Le Miracle (2007)
- Prix de l'Opéra – 2 – Bright Sky (2002), Lady Marian (2008)
- Prix de la Forêt – 1 – Danseuse du Soir (1991)
- Prix Jean Prat – 1 – Sillery (1991)
- Prix Saint-Alary – 1 – Nadia (2001)
- Prix Vermeille – 1 – Aquarelliste (2001)
- Critérium international – 1 – Zafisio (2008)

 Royaume-Uni
- Sussex Stakes – 1 – Bigstone (1993)

 Allemagne
- Preis von Europa – 1 – Baila Me (2009)

 Hong Kong
- Hong Kong Vase – 1 – Vallée Enchantée (2003)